# Santuario de la Virgen de la Salud (Lieres)

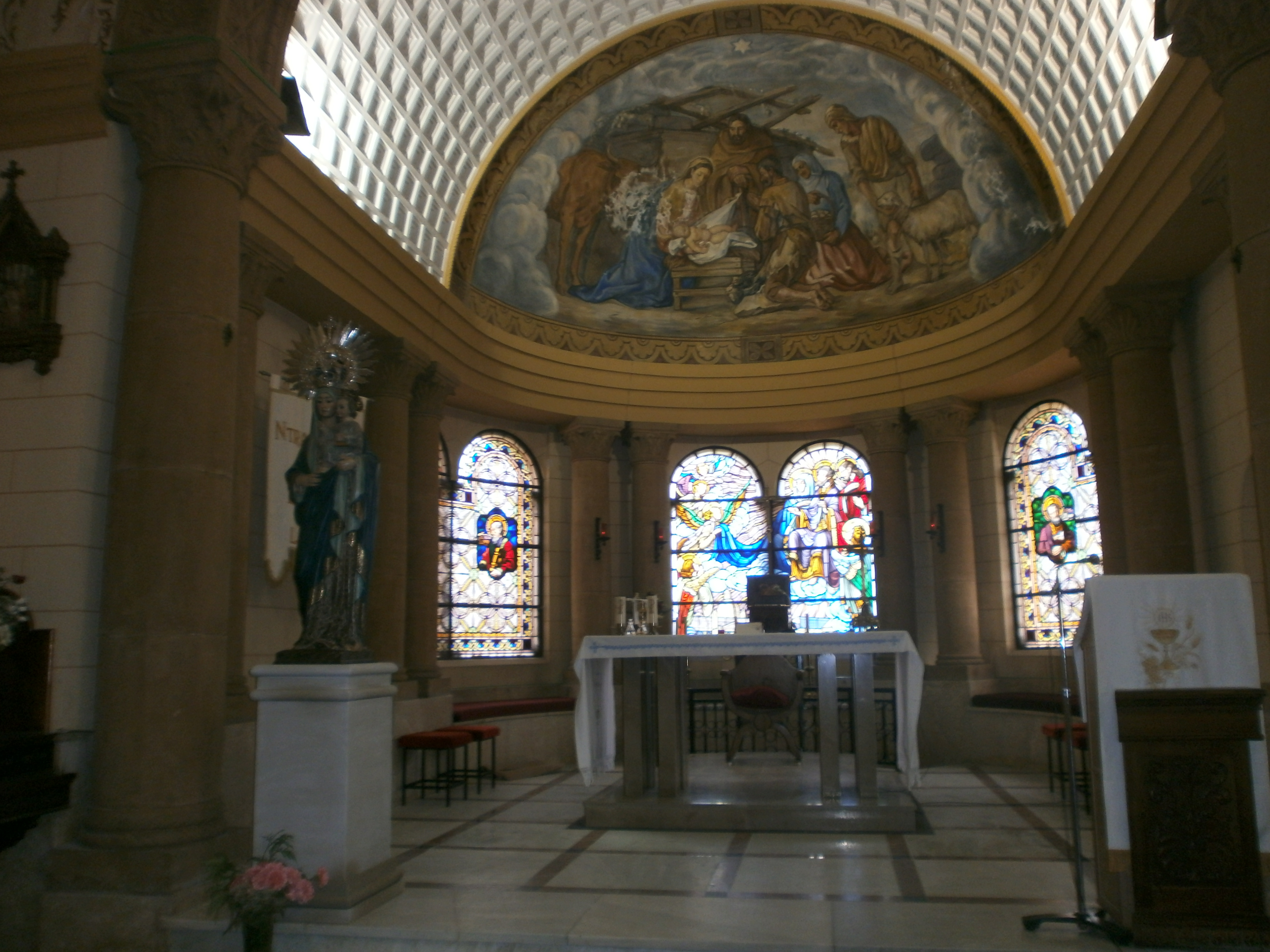
Altar Mayor.

El Santuario de la Virgen de la Salud de Lieres se encuentra ubicado en el poblado de Solvay, perteneciente a la parroquia de Lieres del concejo de Siero en Asturias y que la empresa belga del mismo nombre construyó para sus empleados. La mina está cerrada desde el año 2000. Se accede por la CN-634 y nada más pasar el pueblo de Lieres en dirección a Nava, en la rotonda de Santacruz, se toma una desviación a la derecha llamada «Avenida de Solvay», estando perfectamente indicado el pequeño trecho hasta el Santuario. Al ser un edificio de buen tamaño, se localiza bien desde la carretera, ya que sobresale bastante de las casas del llamado «Poblado Solvay». Tiene delante un gran parque con dos filas de árboles que lo delimitan, asientos, etc. Todo ello colabora en gran manera a la comodidad de la gran afluencia de devotos y peregrinos el día de la fiesta mayor, que es el primer domingo de agosto.

## Historia
El origen de este santuario es debido a un hijo de Lieres, José María Piedra, el cual, hallándose en Andalucía, donde la Virgen María es llamada con este título, decide iniciar y promover la construcción de un templo bajo la advocación de Virgen de la Salud en su pueblo de origen.
Como hombre fervoroso de la Virgen de la Salud de la que, dice, había obtenido varios favores que le pidió, encargó hacer una copia de la imagen que se venera en Sevilla, policromada y de un buen tamaño, para llevarla a su pueblo, Lieres. También dio órdenes para que se construyera una ermita donde se venerara a la Virgen, construcción que se inauguró en el verano de 1850. Ermita y talla fueron totalmente destruidas en el año 1936.

## Estructura y arquitectura
Bonnardeaux, ingeniero de Solvay, se encargó de realizar los trabajos de cambio de emplazamiento desde La Vega de Campiello, su lugar original, a las proximidades de los cuarteles que están en la carretera de Lieres a La Cruz en 1942. La nueva iglesia tiene una sola nave rectangular, y la portada es de cabecera curva con girola con una artística vidriera policromada, donde se representa a San José en el centro con los cuatro evangelistas, dos a cada lado. La portada principal y el pórtico del lado sur son de estilo románico. El lateral derecho de la nave tiene una imagen de Santa Bárbara que lo preside, ya que es la patrona de la minería, y la empresa belga Solvay tiene un componente minero importante. La fachada dispone de dos conjuntos de tres columnas cada uno, apoyadas en sendos podios. Sobre estas columnas se apoyan tres arcos de medio punto con ciertos detalles escultóricos. En su fachada este tiene un cabildo, tradicional en este tipo de construcciones. Hay motivos para creer que fue el citado ingeniero el que se ocuparía del diseño, pues se encontraron planos, bocetos, dibujos para las ventanas de vidrieras, etc. Otro detalle es que la portada, de estilo gótico, es una réplica del templo de Saint Adrien sito en Bélgica.

## Fiestas, devociones y tradiciones
La fiesta principal es el primer domingo de agosto y por su cercanía a las principales localidades de Asturias, las buenas comunicaciones y accesos y la existencia de un parque cómodo y de buen tamaño frente al santuario, la afluencia de romeros se eleva a varios miles, por lo que la misa solemne de la festividad tiene lugar en el pórtico de entrada, frente a la explanada. 
También esta fiesta está precedida de novena predicada y antes de empezar, a modo de aviso, se tiran cohetes y se hacen sonar las campanas.
|                                 |
| Talla de La Virgen de la Salud. |

|                                          |
| Virgen de la Salud y pendón procesional. |